# 遠くにありて にっぽん人
『遠くにありて にっぽん人』（とおくにありて にっぽんじん）は、2004年4月4日から2005年3月27日までNHKデジタル衛星ハイビジョンで放送されたドキュメンタリー番組である。同じ時期にNHK衛星第2テレビジョンでも放送された。

## 概要
半数以上の回ではNHKのアナウンサーがナレーターを務めていたが、俳優、女優、声優が務めた回もある。制作会社も固定ではなく、内容を各回担当の制作会社に委ねていた。テーマ音楽は吉田潔が手がけた。
本番組で取り上げられた人物の中には、関係者や視聴者の協力によりそれぞれのHPに番組出演について記載される者もいた。

## 放送時間
- 日曜 10:00 - 11:00（NHKデジタル衛星ハイビジョン）
- 土曜 21:30 - 22:30（NHK衛星第2テレビジョン）

## 放送リスト
※はナレーター

### 2004年
- 4月4日：おもてなしは秘湯で〜ニュージーランド・荻野多賀子 ※尾又淑恵
- 4月11日：生徒の笑顔は宝物〜オマーン・女性校長先生[注 1] ※高市佳明（8月8日にも放送）
- 4月18日：鍼灸で心まで癒したい〜ニカラグア・八巻晴夫・美和子 ※好本恵
- 5月9日：古き館に新たな息吹を〜オランダ・吉良森子 ※江原正士
- 5月16日：コルシカの光に惚れて〜フランス・松井守男 ※住友優子
- 5月23日：アイデアから”奇跡の街”が生まれた〜ブラジル・中村矗[注 2] ※森田美由紀
- 6月13日：水の都で作る舞台衣装〜イタリア・大町志津子 ※榎木孝明（9月5日にも放送）
- 6月19日：サンゴ礁の島に我が志あり〜タンザニア 島岡強[1]（この回は、同日にMLBナショナルリーグ「ニューヨーク・メッツ対デトロイト・タイガース」[2]を中継していたデジタル衛星ハイビジョンでは放送されず、代わりに衛星第2テレビで放送された[3]）
- 6月27日：タンゴの街で踊りたい〜アルゼンチン・古瀬陽子 ※金久美子
- 7月18日：大家族50人の母として〜タイ・名取美和 ※林隆三
- 7月25日：女王陛下の料理長〜デンマーク・近藤卓 ※鈴木風[4]
- 8月1日：絵本で語り継ぐヒロシマ〜オーストラリア・森本順子 ※鹿島綾乃
- 9月12日：ワイシャツに熱い心を込めて〜ウガンダ・柏田雄一 ※森田美由紀
- 10月3日：アンデスの旋律に魅せられて〜ボリビア・杉山貴志 ※高山哲哉
- 10月17日：甦（よみがえ）る黄金のかすり〜カンボジア・森本喜久男 ※森田美由紀
- 10月24日：米作りは大地に学べ〜メキシコ・鈴木孝 ※柴田祐規子
- 11月7日：オートバイ作りに新しい旋風を〜ロサンゼルス・近澤泰良
- 11月21日：古い民家の温（ぬく）もりを〜トルコ・山本達也 ※柴田祐規子
- 11月28日：砂漠の羊を守れ〜シリア・折田魏朗 ※高山哲哉[5]
- 12月5日：勇者たちの大地を見つめて〜アリゾナ・河野謙児 ※江原正士（2005年2月6日にも放送）
- 12月12日：珊瑚（さんご）の島に遺跡を求めて〜ポリネシア・篠遠喜彦 ※柴田祐規子
- 12月19日：魂に響け ブルース〜シカゴ・野毛洋子 ※真矢みき

### 2005年
- 1月16日：フレスコ画に魅せられて〜北イタリア・坂田秀夫・由美子 ※結城さとみ[6]
- 1月23日：正義の戦士 リンクにたつ〜メキシコ・浅井嘉浩 ※岡野暁[注 3][7]
- 1月30日：森の民の幸せを〜カメルーン・末吉美津子 ※登坂淳一
- 2月13日：バレエ団の復活にかける〜セントルイス・堀内元 ※剣幸[8]
- 2月20日：ストラディヴァリを超えたい〜イタリア・松下敏幸 ※柴田祐規子[9]
- 3月6日：粘土アニメに夢のせて〜ミラノ・湯崎夫沙子 ※上田早苗
- 3月13日：21世紀 夢の車を作りたい〜イタリア・奥山清行 ※登坂淳一[注 4]
- 3月20日：素晴らしい盲導犬を〜メルボルン・跡部准 ※柴田祐規子
- 3月27日：フラメンコの心を描く〜fマドリード・堀越千秋 ※柴田祐規子